# Banquise de mer
Ne doit pas être confondu avec Banquise côtière.

Schéma explicatif.

La banquise de mer, glace dérivante ou banquise dérivante (en anglais : drift ice) est de la glace de mer qui n'est pas de la banquise côtière (en anglais : fast ice). La banquise de mer est emportée par les vents et les courants marins. Lorsque la glace de mer ressemble à une grande masse unique (au-delà de 70 % de couverture), elle est appelée simplement banquise ou par son équivalent anglais spécifique pack ice,,.

## Description

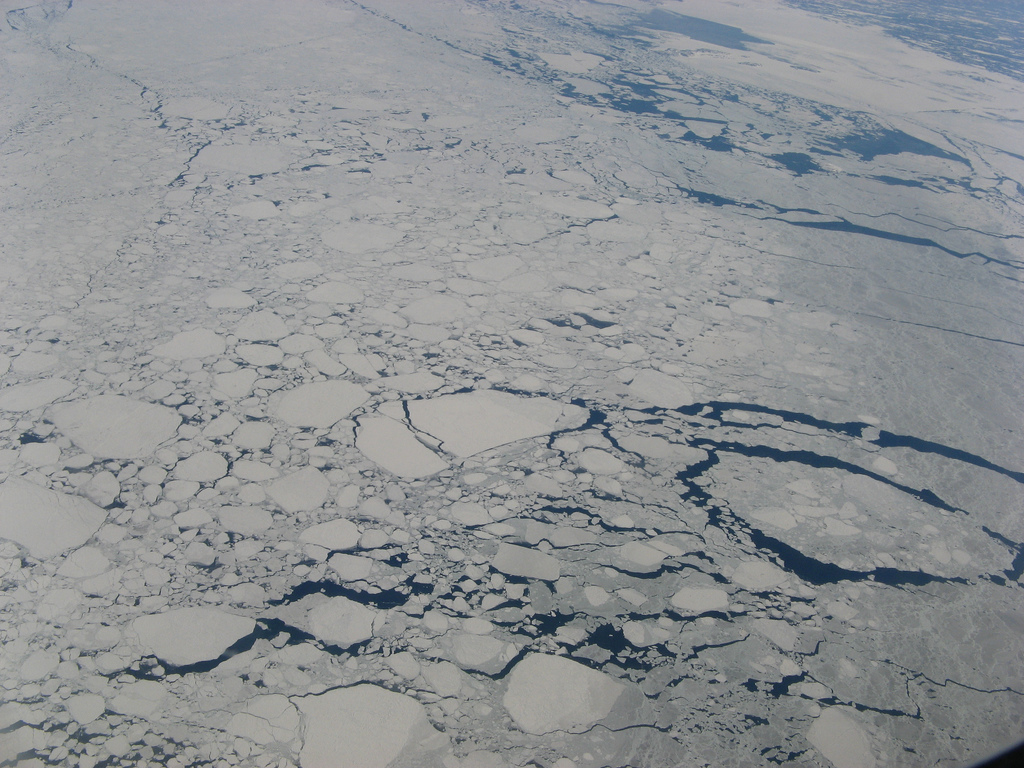
Glace de mer sur la côte du Labrador.

La banquise de mer est formée de floes, des fragments de glace de mer en forme de radeau plat, de 20 mètres ou plus d’extension horizontale, moins épais que la banquise à proprement parler. Ceux-ci sont plus ou moins rapprochés selon les courants, le vent et les marées. Les vents peuvent ainsi les empiler en certains endroits pour former des crêtes de pression atteignant parfois plusieurs mètres de hauteur.
Les deux banquises de mer les plus importantes sont les banquises arctiques et antarctiques. L'extension de celles-ci varie selon la saison, et elles affectent la navigation, le climat, la géologie du fond marin et la biosphère.